# Simón Bolívar (Miranda)
Simón Bolívar is een gemeente in de Venezolaanse staat Miranda. De gemeente telt 46.000 inwoners. De hoofdplaats is San Francisco de Yare.